# Kwasica mewalonianowa
Kwasica mewalonianowa (Acyduria mewalonianowa, ang. mevalonic aciduria, MVA) – choroba metaboliczna uwarunkowana genetycznie. Spowodowana jest niedoborem enzymu kinazy mewalonianowej (EC 2.7.1.36). Objawia się opóźnieniem umysłowym, postępującą ataksją, przełomami gorączkowymi z biegunką i wymiotami, wysypką na skórze, hepatosplenomegalią, cechami dysmorficznymi twarzy, nieprawidłowym rozwojem i wzrostem.
Inną postacią niedoboru kinazy mewalonianowej jest gorączka okresowa związana z hipergammaglobulinemią D.